# De Rookburgh Rookies
De Rookburgh Rookies is een stripverhaal uit de reeks van Suske en Wiske. Het is geschreven door Peter Van Gucht en getekend door Luc Morjaeu. Het kwam uit als 368ste album in de Vierkleurenreeks op 3 mei 2023. 

## Personages
- Suske, Wiske, Lambik, tante Sidonia, Zihna, Zihno, Rookburgh Rookies, An Traciet,[1] Penny Cash[2] (woordvoerder van de rijken), kapitein, medewerker stoomcentrale

## Locaties
- Phantasialand, Metalopie (geheime hoofdkwartier van de Rookburgh Rookies)

## Verhaal

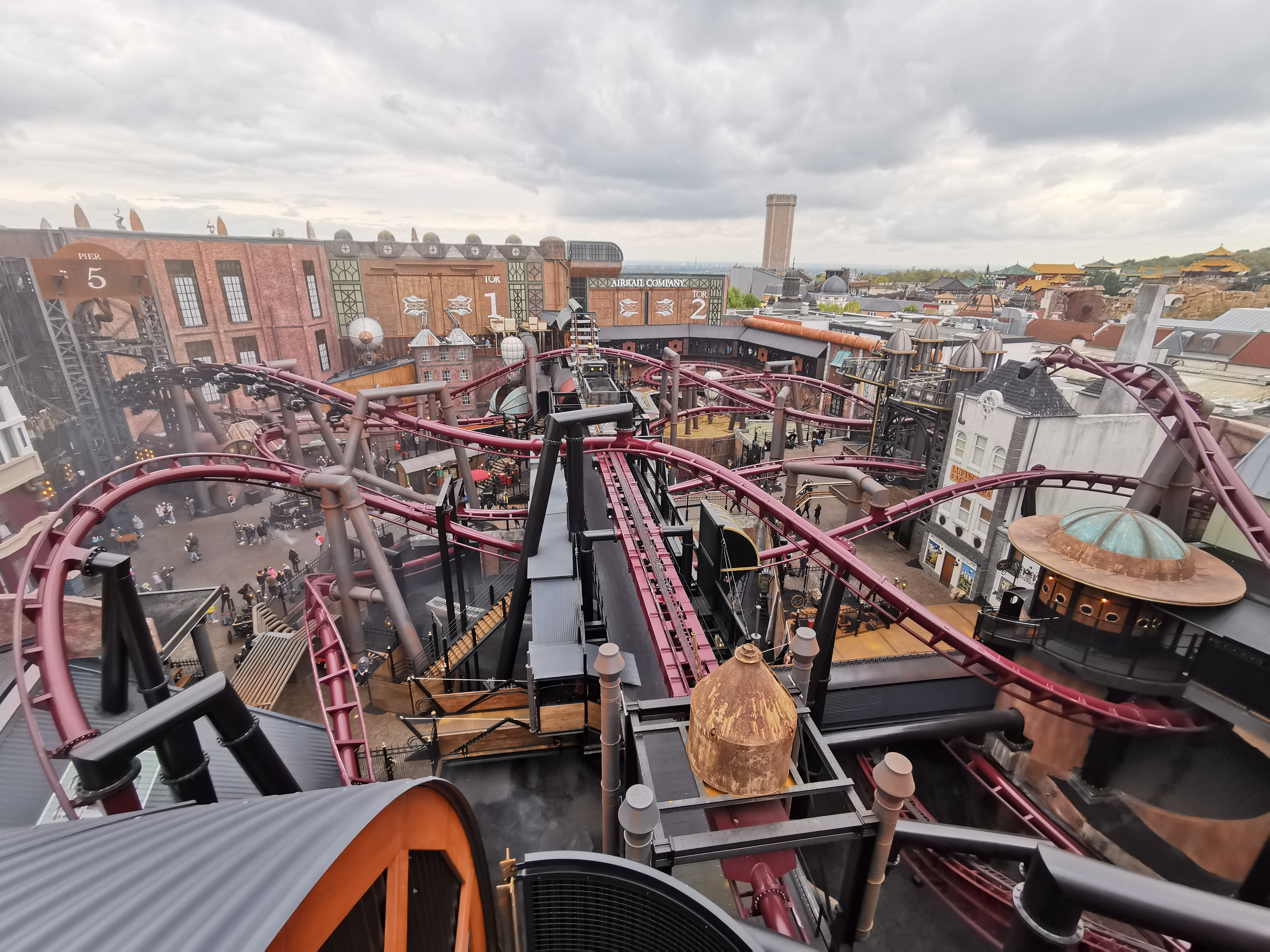
F.L.Y.

Lambik neemt tante Sidonia en Suske en Wiske mee naar Phantasialand. De kinderen genieten in de Chiapas en de Black Mamba en tot hun verrassing blijven ze overnachten in het Charles Lindbergh hotel in Rookburgh met vlakbij het Uhrwerk-restaurant. Daar hebben ze een aeronautencabine en ze gaan meteen door naar F.L.Y., terwijl tante Sidonia op de tassen past. Tijdens de rit worden de vrienden via een grote pijp naar een steampunkwereld verplaatst, waar ze rondvliegen zonder nog langer in het achtbaankarretje te zitten, ze dragen vliegpakken. Opeens worden ze door een robot gearresteerd en ze zullen als slaaf naar de mijnen van An Traciet worden gebracht. Gelukkig weet Lambik nog wat trucjes uit de tijd dat hij robotkop was en daardoor kunnen de kinderen ontkomen. Ze worden geholpen door Zihna en haar tweelingbroer Zihno en komen in Metalopie, het geheime hoofdkwartier van de Rookburgh Rookies terecht, een groep kinderen die de macht van An Traciet wil breken. 
Suske en Wiske horen dat An Traciet de bestuurder is van Rookburgh, ze is ook eigenares van de stoomcentrale. De mijnen leveren de grondstof goorkool en hier werken veel armen die erg weinig betaald krijgen. Het stinkt enorm in de stad door de verbrande goorkool en daarom leven de rijken in luchtballonnen die ver boven de stad zweven. Ze betalen daarvoor veel geld aan An Traciet. Lambik wordt intussen wakker in een stalen koepel en ontdekt dat hier veel robots de boel in de gaten houden. Zihna en Zihno woonden kort geleden nog in een ballon met hun vader Zahnu. Hij ontdekte een nieuwe energiebron, luxamant, die zonlicht opbreekt in energiestralen als het goed geslepen is. Hij werd opgesloten in de gevangenis Pyramida, want An Traciet wil niet dat dit ontdekt wordt. Ze zou dan geen geld meer ontvangen voor de goorkoolmijnen.
De Rookburgh Rookies plegen een aanslag op een vrachttrein en de stoomcentrale moet op halve kracht werken. Suske en Wiske willen de rijken vertellen wat An Traciet aan het doen is en denken de luchtballonnen te kunnen bereiken met de vliegpakken die ze op mysterieuze wijze opeens droegen toen ze in deze wereld terecht kwamen. Wiske en Zihna verstoppen zich in een kist. Suske en Zihno kunnen een robot verslaan en bouwen hem om tot robotpak. Suske vertelt, vermomd als robot, dat Zihno bij zijn vader moet worden opgesloten. Maar doordat hij geen stoom uitblaast, worden ze ontdekt en in de gevangenis opgesloten. Het lukt Wiske en Zihna wel de gevangenis in te sluipen en samen met Lambik ontvluchten ze in een zeppelin. Suske en Zihno kunnen door een raam ontglippen en bereiken de vader van Zihno, die met hun hulp kan ontsnappen. 
Lambik wordt samen met Suske en Wiske en de vader van de tweeling naar Metalopie gebracht. Daar ontdekken ze dat Lambik gelooft dat An Traciet haar leven wil beteren. Ze heeft hem verteld dat ze filters maakt om de lucht te reinigen en robots zullen het werk van de armen overnemen, zodat ze weer samen met hun kinderen kunnen zijn en niet de hele dag hoeven te werken. Hij wil de Rookburgh Rookies gevangen nemen, want ze maken de wereld van An Traciet kapot. Wiske wordt door een robot gevangen, maar Suske kan ontsnappen en Zihna en Zihno werken met hun vader aan het gebruiksklaar maken van een luxamant. Als Lambik ontdekt dat hij beet is genomen, verslaat hij de robots en neemt het stuur van de zeppelin over. Ze zien dan dat het geheime wapen van An Traciet wordt ingezet tegen de Rookburgh Rookies. Het lukt Suske om de stoomcentrale op te blazen, waarna de ballonnen van de rijken naar beneden dalen(deze werden gevuld met de stoom uit de stoomcentrale en waren hier daarom mee verbonden). 
Het geheime wapen van An Traciet blijkt nog niet gepanserd te zijn en Lambik en Wiske gooien bakstenen uit de zeppelin. Alle robots zakken ineen, want ze kunnen niet meer bijtanken met stoom. Zahnu heeft eindelijk een luxamant geslepen en hiermee zijn de vliegpakken opgeladen. De kinderen redden de rijken die met hun ballonnen neerstorten. Dan horen de rijken de waarheid en ze beloven te investeren in luxamant, zodat de goorkoolmijnen kunnen sluiten. Suske en Wiske vangen An Traciet en zij vertelt over haar baas Rudolf Spellbrecher. Hij ontwierp alle stoommachines en ontwierp ook de robot An Traciet om alles te besturen. Na de dood van Rudolf zette de robot zijn levenswerk voort. Suske en Wiske beseffen dat de robot niet slecht was, maar slechts deed waarvoor ze was geprogrammeerd. Suske, Wiske en Lambik keren met hun vliegpakken terug naar Rookburgh en zitten opeens weer in de achtbaan. Tante Sidonia heeft maar een paar minuten op hen gewacht en tijdens het eten hoort ze alle avonturen.

## Uitgaven
1. ↑  verwijst naar antraciet
2. ↑  verwijst naar Penny (munt) en chartaal geld
3. ↑  Zie album Robotkop
4. ↑  Goorkool is een verwijzing naar bruinkool dat vroeger werd gewonnen op de plek van Phantasialand.